# باب الخميس (مكناس)
باب الخميس: سمي بهذا الاسم، لأنه كان يفتح على سوق أسبوعية للماشية تعرف بسوق الخميس. يعد هذا الباب المدخل الرئيسي لمدينة الرياض العنبري المندثرة. ويشبه في هندسته وزخرفته باب البرادعيين، وتعلوه نقوش وزخارف، وكتابة عبارة عن ثلاثة أبيات شعرية تشير فيها كلمة «مشيد» إلى تاريخ استكمال بناء الباب وهو 1098هـ الموافق 1686م.
كانت في الأصل تشكل الجزء الغربي من مدينة الرياض العنبري بمكناس والتي أحدثها المولى إسماعيل خلال القرن الثامن العشر ميلادي وذلك لإيواء جيش لوداية وكذلك لفائدة بعض أعيان المدينة. لكنها لم تدم كثيرا، ففي 1731م دمرها ابنه مولاي عبد الله الذي حكم من بعده.

## معرض صور

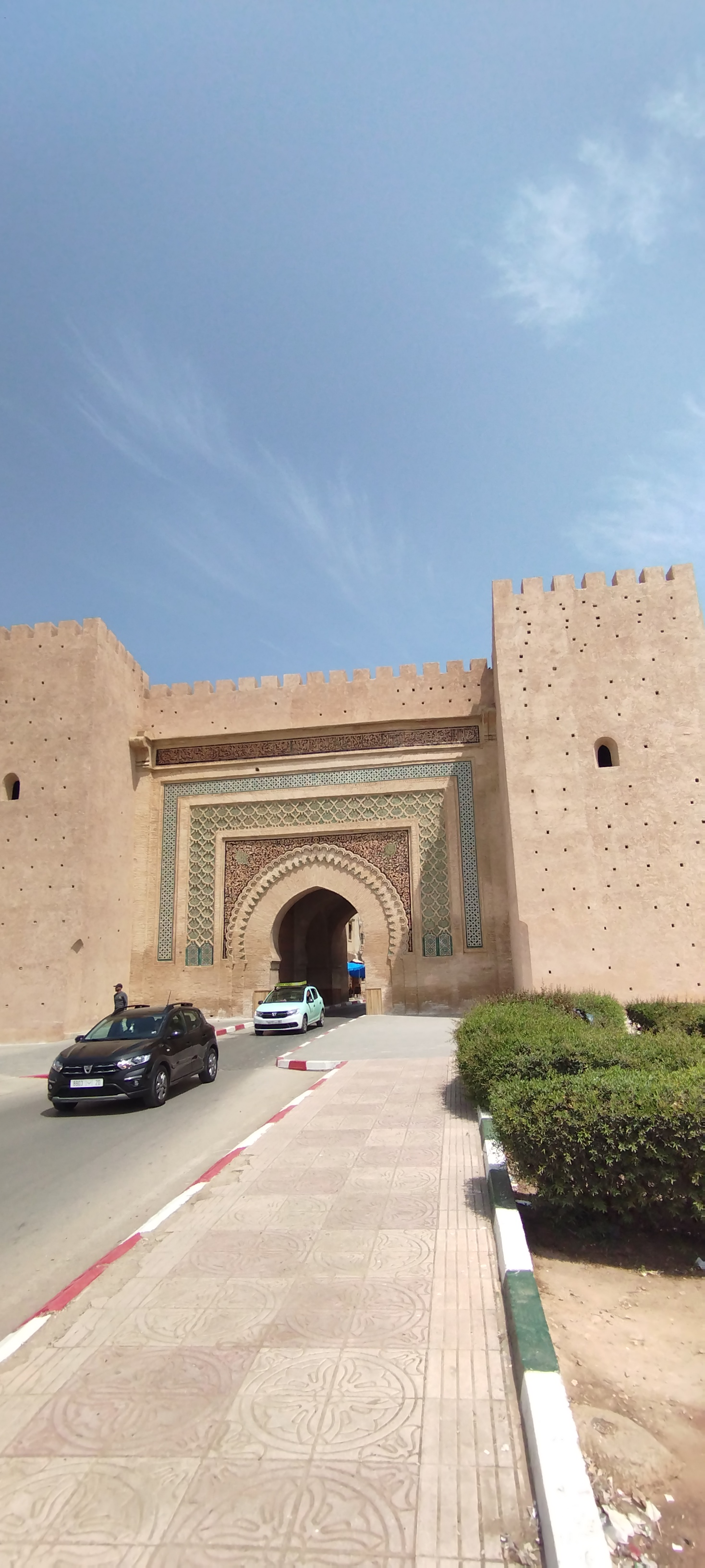

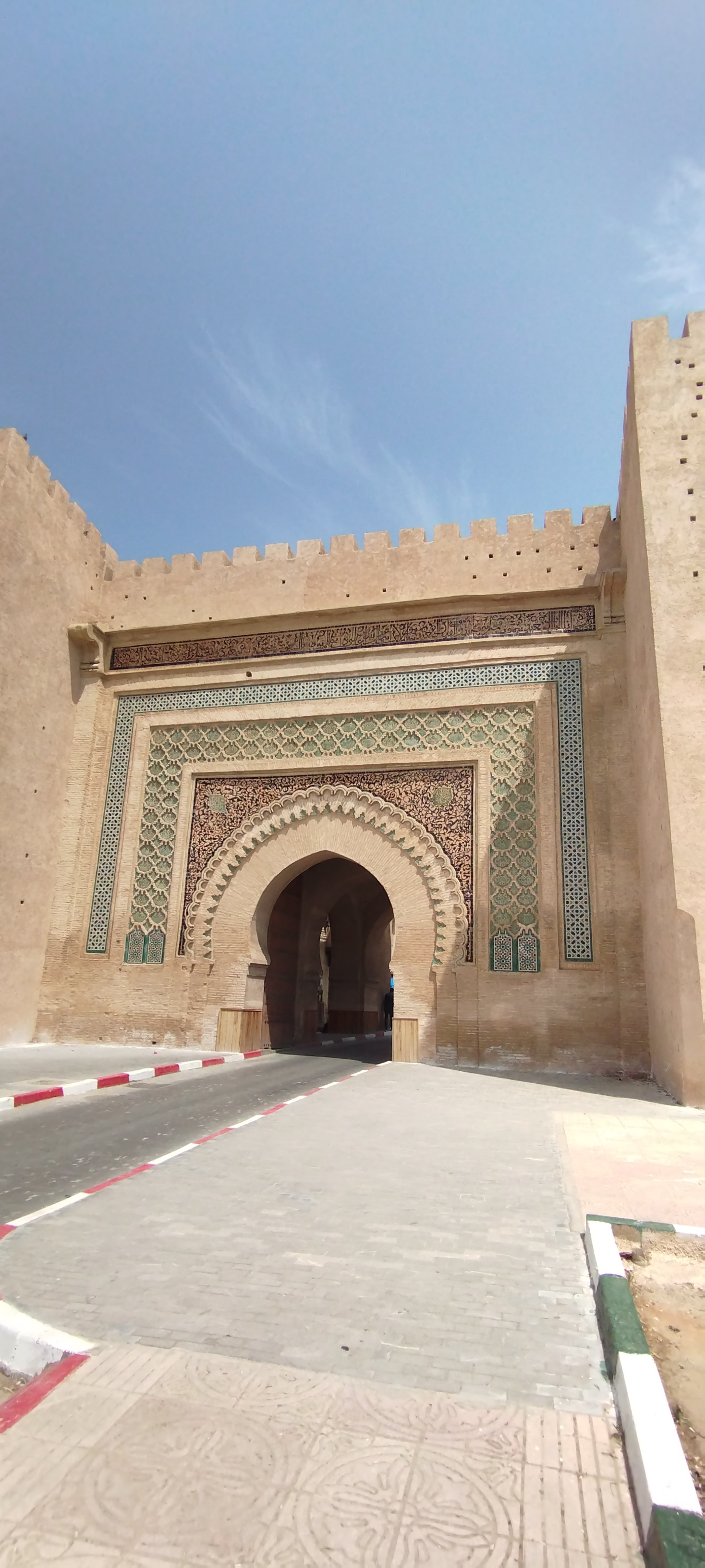